# Osvald Lundgren
Lars Osvald Lundgren, född 13 augusti 1888 i Göteborgs Masthuggs församling, Göteborgs och Bohus län, död 7 februari 1977 i Oscars församling, Stockholm, var en svensk målare, tecknare, grafiker och konsthantverkare.
Han var son till målarmästaren Lars Lundgren och Hilma Bengtsson och från 1924 gift med Siri Elg. Lundgren studerade vid Slöjdföreningens skola i Göteborg och efter studierna arbetade han som litografilärling i Göteborg 1904-1909. Han medverkade i utställningen Konstnärernas Stockholm som visades på PUB 1934. Hans konst består av stilleben, landskap med motiv från Bohuslän och Öland samt stadsbilder från Stockholm. Som illustratör har han tecknat och formgivit bokomslag och illustrerat bland annat Wolmar Bondesons Samla medicinalväxter.